# バイキング2号
バイキング2号（ばいきんぐ2ごう、Viking 2）は、火星探査計画であるバイキング計画の一部で、バイキング1号に続くものである。探査機は、基本的にバイキング1号のオービタ・ランダーと同一である。

## ミッションの概要
1975年9月9日にケープカナベラル空軍基地より、タイタンIIIE/セントールロケットを用いて打ち上げられた。333日の飛行後に火星へ到達し、周回軌道に投入される前にバイキング2号のオービタは火星の全体像を返し始めた。1976年8月7日にオービタは 1500×33,000km 24.6時間の火星軌道に投入され、8月9日に 27.3時間周期で近点が 1499km で傾斜角が 55.2度の軌道に調整された。候補地の撮影が開始され、これらの映像とバイキング1号のオービタが返した画像に基づき着陸地点が選ばれた。
1976年9月3日にランダーがオービタから分離し、22:37:50 UT にユートピア平原に着陸した。正常動作ではオービタとランダーを接続している構造物（バイオシールド）は分離後に取り外されることになっていたが、分離時の問題によりバイオシールドはオービタにそのまま残された。その後、オービタの軌道傾斜角は、1976年9月30日に75度まで増やされた。

### オービタ
太陽との合が始まった1976年11月8日にオービタの最初のミッションが終了し、合が終わった後の1976年12月14日から再開された。1976年12月20日には、近点が 778km まで下げられ、傾斜角が80度まで増やされた。1977年10月にはダイモスへの接近が行なわれ、1977年10月23日には近点が 300km まで下げられ、周期が24時間に変更された。オービタは、姿勢制御ガスを放出する推進システムからガスが漏れるようになってしまった。火星を706周回して約16,000枚の映像を返した後、1978年7月25日に 302 x 33176km の軌道に乗せられ、運用を停止した。

### ランダー
9月3日 19:39:59 UT に、ランダー（と防護殻）がオービタから分離した。分離の時点で、ランダーの速度は 4km/s 程度であった。分離後にロケットを噴射して、ランダーの軌道離脱が開始された。数時間後の高度約300kmで、再突入のために姿勢転換した。大気圏の通過に伴い蒸発性の耐熱シールドによる防護殻で減速した。
バイキング2号のランダーは、ユートピア平原にある Mie クレーターから約200km西の、北緯48.269度、西経225.990度、赤道半径が3397.2kmで扁平率が0.0105の準拠楕円体からの標高4.23kmの地点（惑星面座標で北緯47.967度、西経225.737度）へ 22:58:20 UT （火星地方時で 9:49:05 a.m.）に着陸した。着陸時には約22kgの推進剤が残っていた。岩もしくは非常に反射のよい表面によりレーダーが誤認し、着陸時のスラスターからの噴射が0.4秒長くなった。そのため地面が破損しチリが舞い上がった。脚の1本が岩の上に乗ったため、ランダーは8.2度傾いた。着陸後、直ちにカメラ撮影が開始された。
バイキング2号のランダーは火星上で1281火星日運用され、バッテリーの故障のため1980年4月11日に運用を停止した。

## ギャラリー

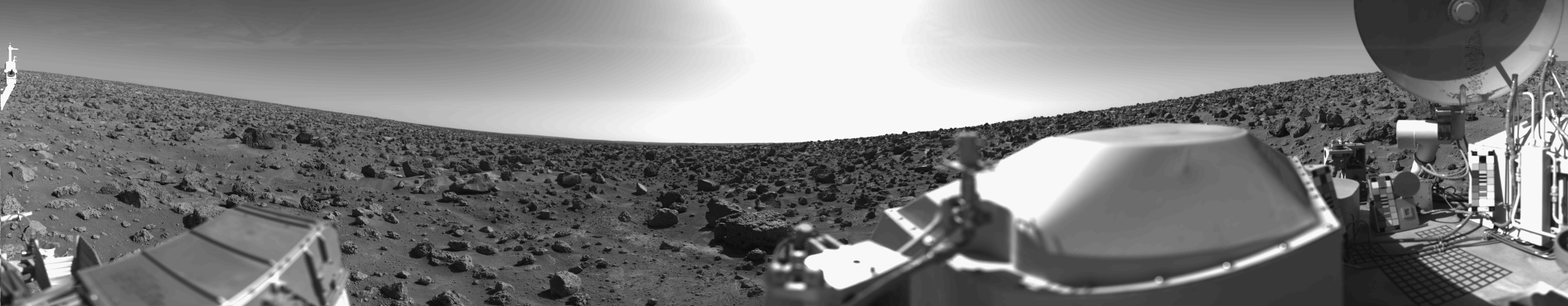
ユートピア平原のバイキング2号ランダーの映像
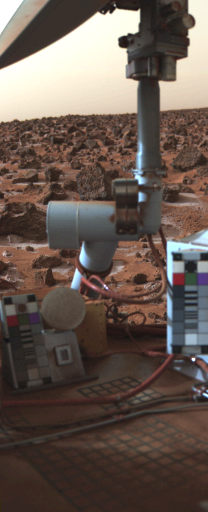
火星の霜。1977-12-09 (Courtesy NASA/JPL-Caltech.)
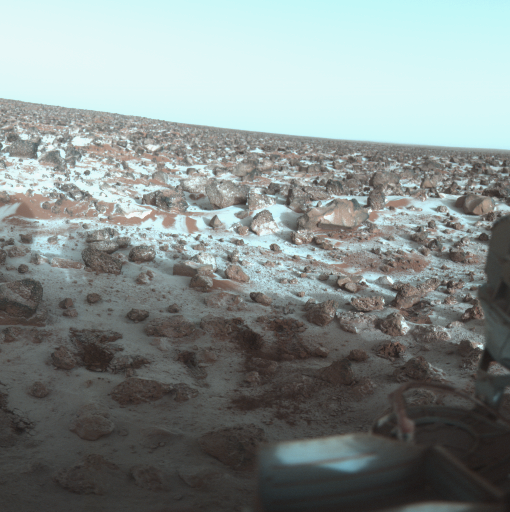
着陸地点の霜の映像。（霜がよく見えるようにわずかに強調されている）
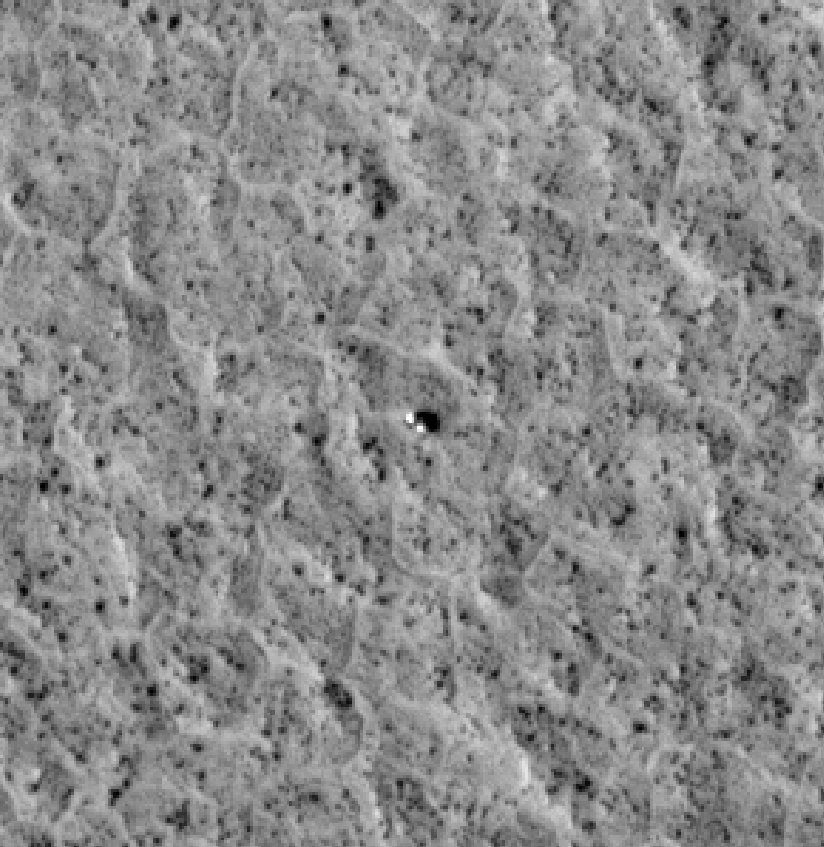
2006年12月にマーズ・リコネッサンス・オービターから撮影されたバイキング2号のランダー。